# Famille von Roeder (Silésie)
Pour les articles homonymes, voir Roeder.
Ne doit pas être confondu avec Famille von Roeder (Vogtland).
 (novembre 2024).
La famille von Roeder est le nom d'une famille noble silésienne originaire de Basse-Franconie.
La famille ne doit pas être confondue avec les von Röder (Roeder) (de), d'Anhalt, les von Roeder, du Vogtland, et les Roeder von Diersburg (de), de Bade.

## Histoire
La famille apparaît dans un document en 1561 avec l'écolâtre ganerbien Hans Roedder avec l'acquisition d'un domaine à Rödelsee.
Le général de division prussien Heinrich von Roeder (1742–1821) apparaît sous le nom de « von Roeder » depuis 1761 et est reconnu pour sa descendance dans la noblesse prussienne. Beaucoup de ses descendants occupent des rangs élevés dans l'armée prussienne.

## Armes

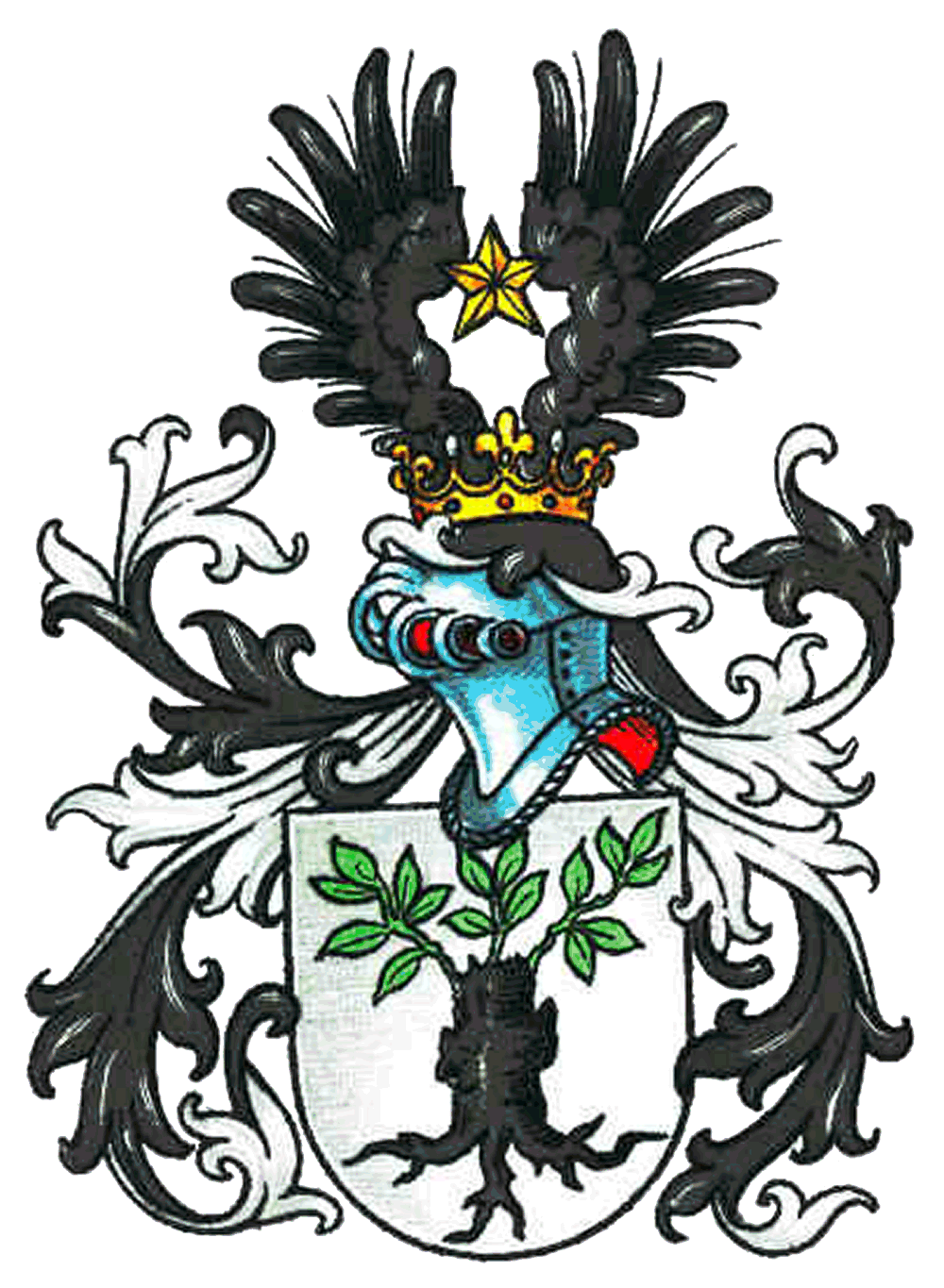
Armoiries de la famille von Roeder (Silésie)

Le blason montre en argent une souche de chêne noir déracinée avec trois branches feuillues vertes (5:3:5). Sur le casque avec des lambrequins noir et argent, une étoile (de) dorée à cinq branches entre un vol noir ouvert.

## Personnalités
- Christoph Ernst von Roeder (de) (1694-1754), colonel
  - Friedrich Adrian Dietrich von Roeder (1730–1802), lieutenant général prussien
  - Heinrich Dietrich Christoph von Roeder (de) (1742–1821), général de division prussien
    - Karl Ferdinand Wilhelm (1781–1813), major prussien de l'état-major général
      - Eugen von Röder (de) (1808-1888), homme politique prussien
      - Maximilian Heinrich von Roeder (de) (1804–1884), général d'infanterie prussien

    - Eugen Maximilian von Roeder (1782–1844), lieutenant général prussien
    - Karl von Roeder (de) (1787-1856), lieutenant général prussien
      - Konrad von Roeder (de) (1833-1900), administrateur de l'arrondissement de Breslau

    - Hermann von Roeder (1797-1857), général de division prussien
      - Ludwig von Roeder (1830-1909), colonel prussien
      - Andreas von Roeder (1834-1901), sur Renz, Rügen, capitaine prussien
        - Dietrich von Roeder (1861-1945), général d'infanterie allemand
          - Wilhelm von Roeder (de) (1907-1974), général de brigade allemand
          - Heinrich von Roeder (de) (1910–?), administrateur de l'arrondissement de Marienwerder (de) et de l'arrondissement de Strasbourg-en-Prusse-Occidentale (de)

    - Gustav von Roeder (de) (1805-1878), administrateur de l'arrondissement du Bas-Barnim (de)
    - Julius von Roeder (1808-1889), lieutenant général prussien

### Personnalités non confirmés
- Friedrich Wilhelm von Roeder (1719-1781), général de division prussien
  - Friedrich Erhard von Röder (1768-1834), général de cavalerie prussien

- Friedrich von Röder (1803–1855), bibliothécaire allemand
- Friedrich Wilhelm Heinrich von Roeder (de) (1775–1833), administrateur de l'arrondissement de Rothenburg-en-Haute-Lusace (de)
- Olaf von Roeder (de), général de brigade allemand depuis 2017